# Aerangis biloba
Aerangis biloba (возможное русское название: Аэрангис двулопастный) — вид многолетних эпифитных травянистых растений семейства Орхидные.
Вид не имеет устоявшегося русского названия, в русскоязычных источниках используется научное название Aerangis biloba.

## Синонимы
По данным Королевских ботанических садов в Кью:
- Angraecum bilobum Lindl., 1840 basionym
- Angorchis biloba (Lindl.) Kuntze, 1891
- Rhaphidorhynchus bilobus (Lindl.) Finet, 1907
- Angraecum apiculatum Hook., 1845
- Angraecum campyloplectron Rchb.f., 1855
- Angorchis campyloplectron (Rchb.f.) Kuntze, 1891
- Aerangis campyloplectron (Rchb.f.) Garay, 1972

## Распространение иэкологическиеособенности
Бенин, Камерун, Центральноафриканская Республика, Габон, Гана, Гвинея, Кот-д’Ивуар, Либерия, Нигерия, Сенегал, Сьерра-Леоне, Того.
Эпифит. Населяет влажные местообитания в вечнозелёных лесах, также встречается в посадках кофе и какао на высотах 300—700 метров над уровнем моря.
Минимальная и максимальная температура воздуха (день\ночь) в Монровии (Либерия):

Январь 23—30\16—23 °С

Февраль 22—29\16—23 °С

Март 24—31\16—23 °С

Апрель 24—31\16—23 °С

Май 23—30\15—22 °С

Июнь 20—27\16—23 °С

Июль 20—27\15—22 °С

Август 20—27\16—23 °С

Сентябрь 20—27\15—22 °С

Октябрь 21—28\15—22 °С

Ноябрь 22—29\16—23 °С

Декабрь 23—30\16—23 °C
Период цветения: с августа по апрель с максимумом в ноябре. По другим данным цветёт весной-летом. Продолжительность цветения четыре-пять недель.
Примерное количество осадков: от 18 мм в январе до 234 мм в июне. Средняя относительная влажность воздуха: более 70 % зимой, около 80 % в остальную часть года.
Aerangis biloba включён в Приложение II Конвенции CITES. Цель Конвенции состоит в том, чтобы гарантировать, что международная торговля дикими животными и растениями не создаёт угрозы их выживанию.

## Этимологияи история описания
Вид описан Джоном Линдли в 1840 году под названием Angraecum bilobum.
Видовое название «biloba» (двулопастная) дано растению за глубокий вырез на конце листьев.
Английское название — The Two-lobed Aerangis.

## Биологическое описание
Миниатюрные моноподиальные растения.
Стебель до 20 см длиной.
Листья (до 10 шт) яйцевидные, с глубоким вырезом на верхушке, тёмно-зелёные с чёрными точками 18 см длиной, до 6 см шириной. Розетка листьев располагается в одной плоскости.
Соцветие от 10 до 40 см длиной, несёт от 2 до 20 цветков.
Цветки белые, 3-4 см в диаметре, с незначительным розоватым оттенком по краю лепестков, с сильным и приятным сладким ароматом. Шпорец 5-6 см длиной, с розоватым оттенком. Поллиниев два.

## В культуре
Температурная группа тёплая.
Наиболее предпочтительна посадка на блок, возможна посадка в небольшую корзинку для эпифитов, пластиковый или керамический горшок.
Субстрат — смесь сосновой коры средней фракции (кусочки от 0,5 до 1,0 см), перлита и древесного угля.
Освещение: 15000-23000 люкс. Растения не должны подвергаться воздействию прямых солнечных лучей.

По другим данным растение крайне теневыносливо. При содержании в условиях яркого освещения останавливается в росте и не цветёт.
В период активной вегетации полив обильный (при посадке на блок, в жаркую погоду нужно поливать несколько раз в день), зимой, при понижениях температуры воздуха полив сокращают (два раза в неделю, если растение высажено на блок). По другим данным условия выращивания должны быть одинаковы в течение всего года.
Важно соблюдать нейтральный баланс pH, так как Aerangis biloba не переносит накопления солей в субстрате и покрывающем корни веламене. Для полива растений рекомендуется использовать воду прошедшую очистку обратным осмосом, с добавлением специально рассчитанных доз удобрений.
Наличие движения воздуха вокруг корневой системы уменьшает риск возникновения бактериальных и грибковых инфекций. Не следует накрывать корни сфагнумом или другим влагоёмким субстратом. После полива корни должны просыхать достаточно быстро.
В период активного роста комплексное удобрение для орхидей вносится каждую неделю (1/4—1/2 от рекомендуемой дозы).